# The Beths
The Beths és un grup de rock independent de Nova Zelanda, originari d'⁣Auckland. Concebut al final del 2014 i estrenat el 2015, està format actualment per Elizabeth Stokes (veu, guitarra rítmica), Jonathan Pearce (guitarra principal, veu), Benjamin Sinclair (baix, veu) i Tristan Deck (bateria).

## Història
Elizabeth Stokes i Jonathan Pearce es van conèixer originalment a l'escola secundària, i van conèixer tant Benjamin Sinclair com Ivan Luketina-Johnston quan tots quatre van assistir a classes a la Universitat d'Auckland, estudiant jazz. Abans de The Beths, Luketina-Johnston estava fent swing sota el sobrenom de Sal Valentine. Stokes, Pearce i Sinclair van formar part de la seva banda de suport, The Babyshakes, durant diverses actuacions.
The Beths es van formar a finals de 2014 i van llançar el seu primer senzill "Idea/Intent" a través de SoundCloud el juliol de 2015. Stokes va dir que va posar el nom de la banda amb el seu propi nom, després d'haver-se inspirat en el personatge de Gilmore Girls, Lorelai Gilmore, que va nomenar la seva filla amb ella mateixa. El març de 2016, la banda va llançar de manera independent el seu EP debut, Warm Blood. L'EP va generar un senzill, "Whatever", que es va publicar amb un vídeo musical el maig de 2016.
Els Beths han rebut el suport financer de la NZ on Air i la NZ Music Commission. El setembre de 2015, la banda va rebre diners per fer el senzill i el vídeo de "Whatever" de NZ on Air. El maig de 2016, NZ on Air va finançar un vídeo per a "Lying in the Sun". A través del seu programa Outward Sound, la NZ Music Commission va finançar tres gires com a part de les seves subvencions per al desenvolupament del mercat musical internacional.
Un nou senzill, "Great No One", va ser llançat l'octubre de 2017. La cançó va ser la primera que es va treure de l'àlbum debut de la banda, Future Me Hates Me. Abans del llançament de l'àlbum el 2018, la banda va anunciar la seva signatura amb Carpark Records als EUA (que també va reeditar Warm Blood a nivell internacional) i a Dew Process a Austràlia. L'àlbum es va llançar a escala mundial el 10 d'agost de 2018, seguit d'una gira internacional de suport al llançament. La cançó principal va ser nominada com una de les cinc finalistes del premi Silver Scroll 2018 a Nova Zelanda.
El 2018, Luketina-Johnston va abandonar permanentment la banda per centrar-se en Sal Valentine.
El novembre de 2018, la banda va anunciar el proper llançament d'un nou de set polzades, Have Yourself a Merry Little Christmas. El vinil incloïa la versió de la banda de la cançó del títol tradicional, així com una versió demo de la seva cançó "Happy Unhappy". "Happy Unhappy" va ser nomenada cançó de l'estiu de la revista Rolling Stone del 2018.
A principis del 2019, la banda va emprendre una gira pel Regne Unit i Europa donant suport a Death Cab for Cutie.

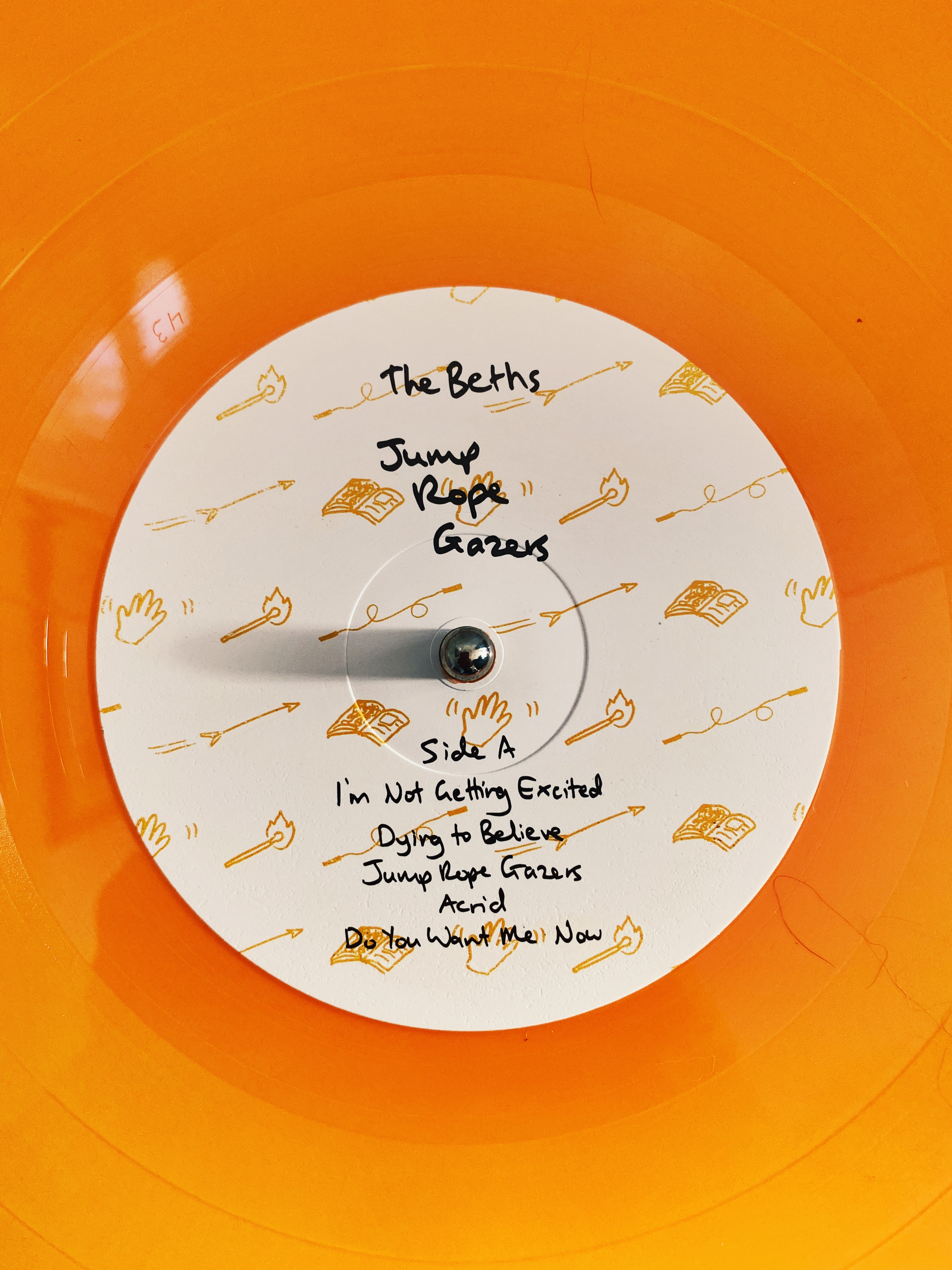
Etiqueta artística del disc de vinil de Jump Rope Gazers

El seu segon àlbum d'estudi Jump Rope Gazers es va publicar el juliol de 2020.
El 13 de juny de 2022 es va publicar el senzill "Silence Is Golden" amb l'anunci del seu tercer àlbum, Expert In A Dying Field, que va ser llançat el 16 de setembre de 2022.

## Estil musical
La banda és coneguda pel seu ús de l'harmonia vocal, utilitzant les veus dels quatre membres de la banda. Els membres de la banda han citat Alvvays i Bully com a inspiracions per al seu treball.

## Membres de la banda
Membres actuals
- Elizabeth Stokes - veu principal, guitarra rítmica (2014-present)
- Jonathan Pearce - guitarra principal, cors (2014-present)
- Benjamin Sinclair - baix, cors (2014-2018, 2018-present)
- Tristan Deck - bateria, cors, percussió (2019-present; membre de gira 2018-2019)

Antics membres
- Ivan Luketina-Johnston - bateria, cors, percussió (2014-2018)

Antics músics de gira
- Katie Everingham - bateria, cors (2018)
- Chris Pearce - baix, cors (2018)
- Adam Tobeck - bateria, cors, percussió (2018)

## Discografia

### Àlbums

#### Àlbums d'estudi
| Title                   | Details | Peak chart positions | Peak chart positions |
| Title                   | Details | NZ                   | AUS                  |
| ----------------------- | --- | -------------------- | -------------------- |
| Future Me Hates Me      | - Released: 10 August 2018 - Label: Carpark, Ivy League - Formats: vinyl, CD, digital download, streaming, cassette                 | 19                   | —                    |
| Jump Rope Gazers        | - Released: 10 July 2020 - Label: Carpark, Rough Trade, Ivy League - Formats: Vinyl, CD, digital download, streaming, cassette      | 2                    | —                    |
| Expert in a Dying Field | - Released: 16 September 2022 - Label: Carpark, Rough Trade, Ivy League - Formats: Vinyl, CD, digital download, streaming, cassette | 1                    | 80                   |

#### Àlbums en directe
| Títol                       | Detalls | Posicions màximes dels gràfics |
| Títol                       | Detalls | NZ </br>                       |
| --------------------------- | --- | ------------------------------ |
| Auckland, New Zealand, 2020 | - Publicat: 17 de setembre de 2021 - Segell: Aparcament, Ivy League - Formats: Vinil, CD, descàrrega digital, streaming | 19                             |

### EPs
| Títol      | Detalls |
| ---------- | --- |
| Warm Blood | - Publicació: 11 de març de 2016 - Segell: Aparcament, Ivy League - Formats: Vinil, CD, descàrrega digital, streaming, casset |

### Singles
| Títol                                    | Any  | Àlbum                   |
| ---------------------------------------- | ---- | ----------------------- |
| "Idea/Intent"                            | 2015 | Warm Blood              |
| "Whatever"                               | 2016 | Warm Blood              |
| "Lying in the Sun"                       | 2016 | Warm Blood              |
| "Great No One"                           | 2017 | Future Me Hates Me      |
| "Future Me Hates Me"                     | 2018 | Future Me Hates Me      |
| "Happy Unhappy"                          | 2018 | Future Me Hates Me      |
| "You Wouldn't Like Me"                   | 2018 | Future Me Hates Me      |
| "Little Death"                           | 2018 | Future Me Hates Me      |
| "Have Yourself a Merry Little Christmas" | 2018 | Non-album single        |
| "Dying to Believe"                       | 2020 | Jump Rope Gazers        |
| "I'm Not Getting Excited"                | 2020 | Jump Rope Gazers        |
| "Out of Sight"                           | 2020 | Jump Rope Gazers        |
| "A Real Thing"                           | 2022 | Non-album single        |
| "Silence Is Golden"                      | 2022 | Expert In a Dying Field |
| "Expert In a Dying Field"                | 2022 | Expert In a Dying Field |
| "Knees Deep"                             | 2022 | Expert In a Dying Field |

### Aparicions convidades
| Títol                         | Any  | Àlbum                                                    |
| ----------------------------- | ---- | -------------------------------------------------------- |
| "Mississippi Moonshine Girls" | 2016 | Waiting for Your Love: A Tribute to The Reduction Agents |
| "What's the Matter with You"  | 2021 | True Colours, New Colours: The Songs of Split Enz        |

### Vídeos musicals
| Títol                                                   | Any  | Director                          |
| ------------------------------------------------------- | ---- | --------------------------------- |
| "Whatever"                                              | 2016 | Alex Hoyles                       |
| "Lying in the Sun"                                      | 2016 | Dahnu Graham                      |
| "Future Me Hates Me"                                    | 2018 | Christopher Stratton              |
| "Happy Unhappy" (Lyric Video)                           | 2018 | None                              |
| "You Wouldn't Like Me"                                  | 2018 | Ezra Simons                       |
| "Little Death"                                          | 2018 | Norwood Cheek                     |
| "Have Yourself a Merry Little Christmas"                | 2018 | The Bub Club and Hamish Parkinson |
| "Uptown Girl"                                           | 2019 | Callum Devlin and The Beths       |
| "Dying to Believe"                                      | 2020 | Callum Devlin                     |
| "I'm Not Getting Excited"                               | 2020 | Callum Devlin                     |
| "Out of Sight"                                          | 2020 | Ezra Simons                       |
| The Beths - Auckland, New Zealand, 2020 (Official Film) | 2021 | Callum Devlin                     |
| "Silence Is Golden"                                     | 2022 | Callum Devlin                     |
| "Expert In a Dying Field"                               | 2022 | Frances Carter                    |
| "Knees Deep"                                            | 2022 | Callum Devlin and Annabel Kean    |